# Замок Мола-ди-Бари
Замок Мола-ди-Бари (итал. Castello Mola di Bari), или Анжуйский замок (итал. Castello Angioino) — средневековый замок на юге Италии, в коммуне Мола-ди-Бари, в провинции Бари, в регионе Апулия.
Находится на берегу Адриатического моря, в 20 км от центра провинции — города Бари. Позади замка расположена площадь Пьяцца Венти Сеттембре (итал. Piazza XX Settembre), на которой находятся театр Ван Вестерхут (итал. Van Westerhout) и церковь Святого Николая — главная церковь города.
Замок был построен между 1278 и 1281 годами по приказу Карла I — короля Сицилии и Неаполя, сына короля Франции Людовика VIII, для того чтобы защитить побережье от набегов пиратов. В 1508 году перенёс венецианскую блокаду, вследствие чего был повреждён.
В  1530 году замок был перестроен по приказу Карла V. Перестройка была связана с появлением и развитием огнестрельного оружия. Стены замка в первоначальном виде были хорошо укреплены от атак катапультами, но легко могли быть разрушены огнестрельными орудиями.
В 1613 году замок приобрёл торговец Мишель Ваац, и замок более двух веков находился во владении рода Ваац, пока в 1849 году не был продан Министерству обороны Италии. Внутренние помещения замка за весь длительный период его существования много раз подвергались реконструкции и перестройке. В настоящий момент помещения замка используются для проведения различных конференций.